# Elleanthus confusus
Elleanthus confusus är en orkidéart som beskrevs av Leslie Andrew Garay. Elleanthus confusus ingår i släktet Elleanthus och familjen orkidéer.
Artens utbredningsområde är Venezuela. Inga underarter finns listade i Catalogue of Life.